# Freccia del Brabante 1999
La Freccia del Brabante 1999, trentanovesima edizione della corsa, si svolse il 28 marzo su un percorso di 193 km, con partenza e arrivo ad Alsemberg. Fu vinta dall'italiano Michele Bartoli della squadra Mapei-Quick Step davanti all'olandese Michael Boogerd e all'altro italiano Daniele Nardello.

## Ordine d'arrivo (Top 10)
| Pos. | Corridore        | Squadra               | Tempo    |
| ---- | ---------------- | --------------------- | -------- |
| 1    | Michele Bartoli  | Mapei-Quick Step      | 4h43'15" |
| 2    | Michael Boogerd  | Rabobank              | a 2"     |
| 3    | Daniele Nardello | Mapei-Quick Step      | a 13"    |
| 4    | Johan Museeuw    | Mapei-Quick Step      | a 50"    |
| 5    | Guido Trenti     | Cantina Tollo         | a 56"    |
| 6    | Erwin Thijs      | Team Cologne          | a 1'00"  |
| 7    | Matteo Tosatto   | Ballan-Alessio        | s.t.     |
| 8    | Ludo Dierckxsens | Lampre-Daikin-Colnago | s.t.     |
| 9    | Martin van Steen | TVM-Farm Frites       | s.t.     |
| 10   | Patrick Jonker   | Rabobank              | s.t.     |